# 크리스틀 하스
크리스틀 하스(독일어: Christl Haas, 1943년 9월 19일~2001년 7월 8일)는 오스트리아의 은퇴한 알파인 스키 선수이다. 1964년 동계 올림픽에서 여자 활강 부문 금메달을 획득했으며, 1968년 동계 올림픽에서 여자 활강 부문 동메달을 획득했다.
자국에서 열린 1976년 동계 올림픽 개막식 당시 루지 선수인 요제프 파이스트만틀과 최종 성화 봉송 주자와 성화 점화자로 활동했다. 
2001년 7월 튀르키예에서 해수욕을 하다가 심장 마비를 일으켜 익사했다.